# Selenga

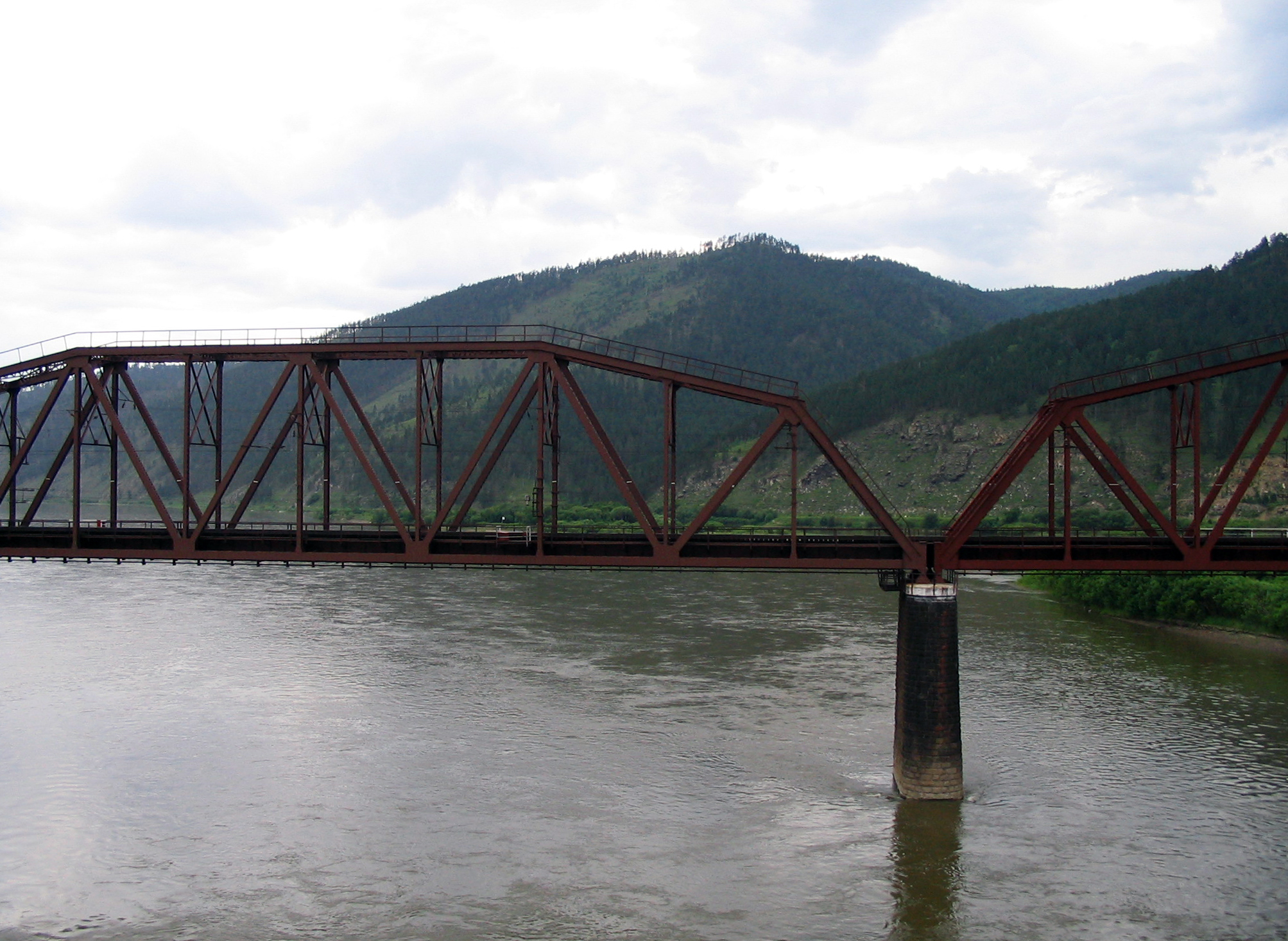
Spoorbrug bij Oelan-Oede

De Selenga of Selenge (Russisch: Селенга, Selenga; Mongools: Сэлэнгэ гол, Selenge gol) is een rivier in Mongolië en Rusland, die in het Changaigebergte ontstaat door de samenvloeiing van de Ider en de Delgermörön. De rivier mondt uit als delta in het Baikalmeer, dat op haar beurt de Angara en de Jenisej voedt.
De lengte van de rivier is 1024 km, waarvan er 615 in Mongolië liggen. Wordt de Ider (456 km) als de langste van drie zijrivieren meegeteld, dan komt de totale lengte op 1480 kilometer. Belangrijke zijrivieren zijn de Chanujn, Egijn, Orhon, Chilok en Oeda. De Selenga-delta van 546 km² is in de loop van miljoenen jaren 15 kilometer in het meer opgeschoven. Dit is extreem veel als men bedenkt dat het meer zich met 870 meter heeft opgevuld. Van november tot mei is de rivier bevroren.
De belangrijkste steden langs de rivier zijn Sühbaatar in Mongolië op de grens met Rusland en Oelan-Oede, de hoofdstad van de autonome republiek Boerjatië.
- Gemeinsame Normdatei: 4324971-1
- Library of Congress Control Number: sh89003703
- Nationale Bibliotheek van Israël: 987007551210205171
- Virtual International Authority File: 315144521